# Pierwszy cmentarz w Atenach
Pierwszy cmentarz w Atenach (gr. Πρώτο Νεκροταφείο Αθηνών, Próto Nekrotafeío Athinón) – nekropolia otwarta w 1837 roku, będąca oficjalnym cmentarzem miasta Ateny.
Cmentarz usytuowany jest za świątynią Zeusa Olimpijskiego i stadionem Panateńskim w historycznym centrum Aten. Spoczywają na nim najbardziej znane osobistości od czasów powstania nowożytnego państwa greckiego w 1833 roku. Zawiera dzieła rzeźbiarskie wybitnych artystów, reprezentujących w rzeźbie neoklasycyzm i XIX-wieczną architekturę grecką.

## Pochowani na Pierwszym cmentarzu w Atenach

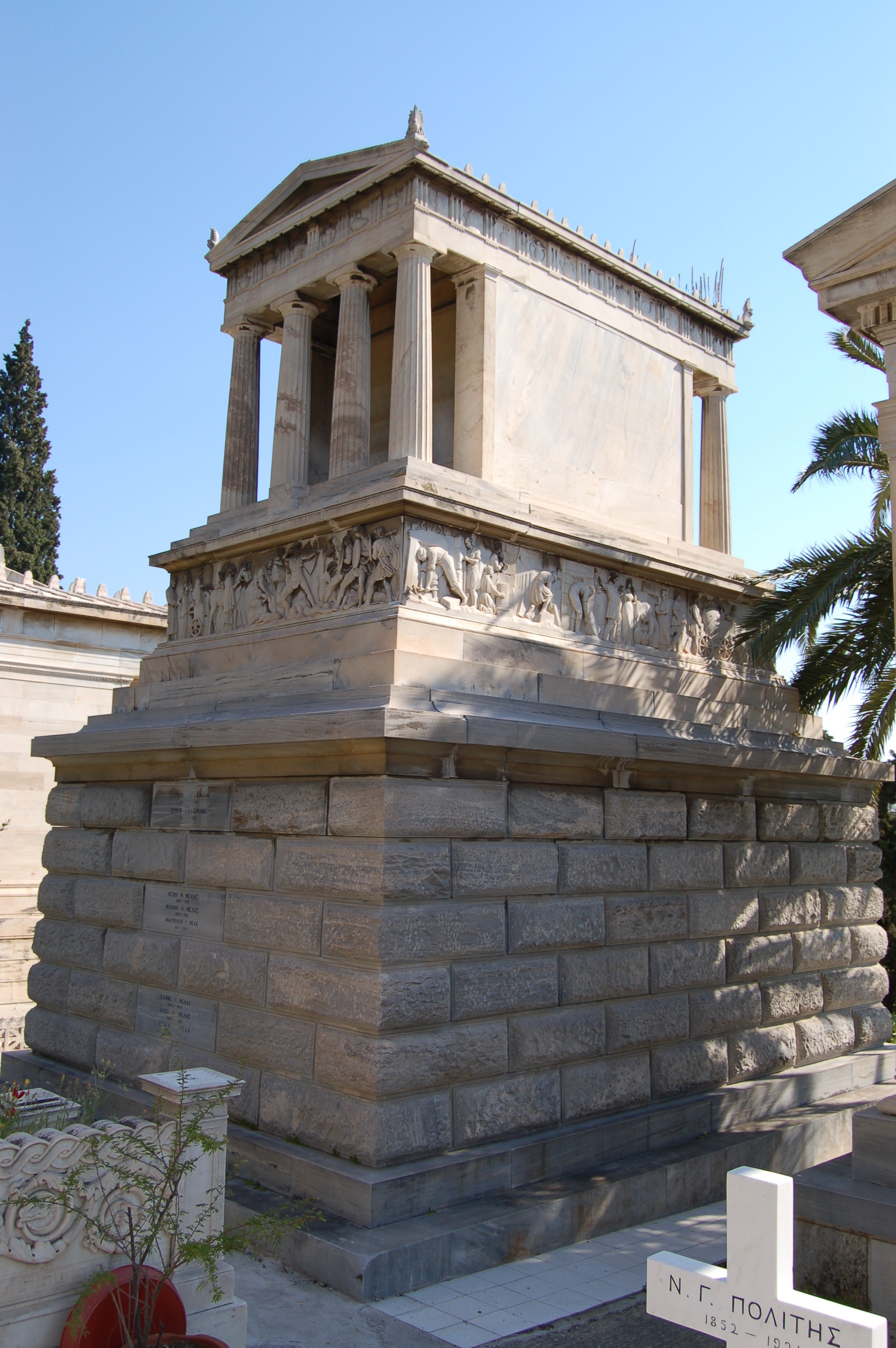
Grób Heinricha Schliemanna na Pierwszym cmentarzu w Atenach

- Jeorjos Awerof – grecki kupiec, przemysłowiec, działacz społeczny i filantrop
- Chrystodulos – grecki biskup prawosławny, arcybiskup Aten
- Chryzostom II – grecki biskup prawosławny, arcybiskup Aten
- Richard Church – angielski generał
- Damaskin – grecki biskup prawosławny, arcybiskup Aten
- Jules Dassin – amerykański reżyser, scenarzysta i producent filmowy, ojciec piosenkarza Joe Dassina
- Doroteusz – grecki biskup prawosławny, arcybiskup Aten
- Odiseas Elitis – grecki poeta, laureat Nagrody Nobla w dziedzinie literatury
- Adolf Furtwängler – niemiecki archeolog i historyk sztuki
- Konstandinos Kanaris – bohater walk o niepodległość Grecji, dowódca floty, minister, premier Grecji
- Adamandios Korais – grecki językoznawca, twórca sztucznego języka katharewusa
- Eli Lambeti – grecka aktorka filmowa i teatralna
- Aleksandros Mawrokordatos – bohater walk o niepodległość Grecji, premier Grecji
- Melina Mercouri – grecka piosenkarka, aktorka i polityk
- Andreas Papandreou – grecki polityk, premier Grecji
- Kalliroi Parren – grecka dziennikarka, działaczka ruchu kobiecego
- Demis Roussos – grecki piosenkarz
- Heinrich Schliemann – niemiecki archeolog, odkrywca Troi, Myken i Tyrynsu
- Giorgos Seferis – grecki poeta i eseista, laureat Nagrody Nobla w dziedzinie literatury
- Charilaos Trikupis – grecki polityk, premier Grecji
- Terence Hanbury White – brytyjski pisarz
- Ernst Ziller – saksoński architekt, który na przełomie XIX i XX wieku pracował w Grecji